# Эдвольд

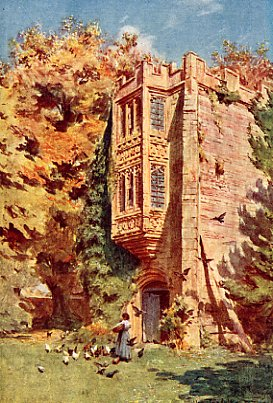
Руины аббатства в Сэрне.

Эдвольд (ум. 871) — король, отшельник Сэрнский, память 12 августа (перенесение мощей) и 29 августа.
Святой Эдвольд (Edwold), король, жил отшельником в Сэрне (Cerne), Дорсетшир, Англия. Брат св. мученика Эдмунда, короля Восточных Англов, св. Эдвольд жил на хлебе и воде в строгом затворе неподалёку от Сэрна . Он сотворил многие чудеса и был похоронен в своей келье неподалёку от того места, где впоследствии был построен монастырь св. Петра. Его мощи позднее были перенесены в монастырский храм.